# Micro Machines (gra komputerowa 1991)
Micro Machines – komputerowa gra wyścigowa wydana przez Codemasters w 1991 roku na konsolę Nintendo Entertainment System. Jest to pierwsza gra z serii Micro Machines. W późniejszym okresie pojawiły się konwersje na inne platformy 8- i 16-bitowe.

## Rozgrywka
W Micro Machines gracz przejmuje kontrolę nad miniaturowym pojazdem – w zależności od mapy są to zwykłe samochody, bolidy Formuły 1, motorówki czy też czołgi. Uczestnik ściga się nimi z komputerowymi zawodnikami w domowych pomieszczeniach (kuchni, łazience itp.). Rozgrywkę urozmaica specyficzna trasa – gracz na przykład jeździ w wannie czy też między resztkami śniadania. Gra umożliwiała rywalizację maksymalnie czterem graczom, w tym celu jej wersja na Sega Mega Drive korzystała ze specjalnego kartridża z wbudowanymi dodatkowymi portami na pady.

## Odbiór gry
Micro Machines ze względu na nowatorski koncept – wyścigi samochodów-zabawek – stała się przebojem początku lat 90. XX wieku. W Polsce zyskała popularność za sprawą spółki Bobmark która wydała tę grę (jak podawała prasa growa) na licencji Codemasters na konsole Pegasus, choć kwestionowane jest to, czy gra; zamieszczona na kartridżu „Złota piątka” faktycznie była oficjalnie licencjonowana przez Codemasters.